# Apócrifo (literatura)

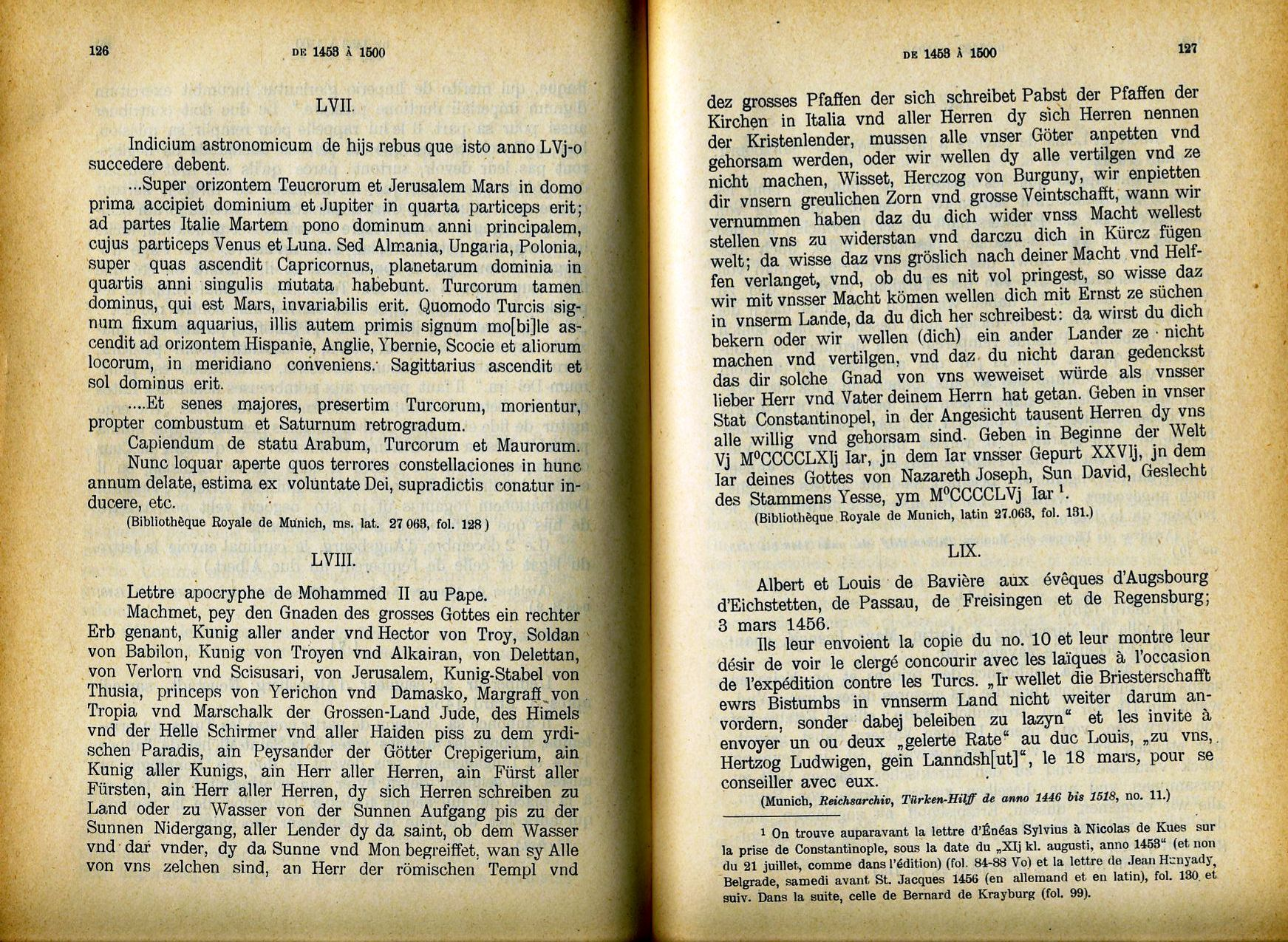
La carta apócrifa del sultán Mehmed II al Papa (Notes et extraits pour servir à l'histoire des croisades au XVe siècle), publicada por Nicolae Iorga. Serie 4: 1453-1476, París; Bucarest, 1915, páginas 126-127.

Los apócrifos son escritos bíblicos o afines que no forman parte del canon aceptado de las Escrituras. Aunque algunos pueden ser de autoría o autenticidad dudosa, en el cristianismo, la palabra apócrifo (ἀπόκρυφος) se aplicó por primera vez a escritos que debían leerse en privado y no en el contexto público de los servicios religiosos. Los apócrifos eran obras cristianas edificantes que no se consideraban Escritura canónica. No fue hasta mucho después de la Reforma protestante que la palabra apócrifa fue utilizada por algunos eclesiásticos para significar "falso", "espurio", "malo" o "herético."
Desde el punto de vista protestante, los apócrifos bíblicos son un conjunto de textos incluidos en la Septuaginta, (la Biblia hebrea en griego), utilizada durante más de doscientos años por los judíos y por los primeros cristianos. Tras la caída de Jerusalén, los judíos restauraron la lengua hebrea en su Biblia. Los libros que estaban incluidos en la Septuaginta pero no en la Biblia hebrea original fueron apartados y permanecieron en griego. Más tarde, cuando Jerónimo tradujo el canon de las Escrituras y elaboró la Vulgata latina, calificó esos libros de apócrifos. Aunque las Iglesias católica y ortodoxa los consideran canónicos, algunos protestantes los consideran apócrifos, es decir, libros no canónicos pero útiles para la instrucción. La Biblia de Lutero los colocó en una sección separada entre el Antiguo Testamento y el Nuevo Testamento llamada Apócrifos, convención seguida por las Biblias protestantes posteriores. Algunos textos apócrifos no canónicos se denominan pseudoepígrafos, término que significa "falsa atribución".
El adjetivo inglés moderno "apócrifo" se utiliza a menudo para indicar que un escrito sobre cualquier tema es de autenticidad dudosa; espurio, ficticio, falso; fabuloso o mítico.

## Etimología
El origen de la palabra es el adjetivo latino medieval apocryphus (secreto, o no canónico) del adjetivo griego ἀπόκρυφος, apokryphos, (privado) del verbo ἀποκρύπτειν, apokryptein (ocultar).
Procede del griego y se forma a partir de la combinación de apo (lejos) y kryptein (esconder u ocultar).
El significado de la palabra apócrifo ha cambiado mucho a lo largo de los siglos. En su antiguo uso cristiano, la palabra apócrifa significaba originalmente un texto que se leía en privado, y no en lugares públicos de la iglesia. En inglés, más tarde pasó a tener un sentido de lo esotérico, sospechoso o herético, en gran parte debido a la interpretación protestante de la utilidad de los textos no canónicos.

## Escritos y objetos esotéricos
La palabra apócrifo (ἀπόκρυφος) se aplicó por primera vez a los escritos que se mantenían en secreto porque eran los vehículos de un conocimiento esotérico considerado demasiado profundo o demasiado sagrado para ser revelado a nadie más que a los iniciados. Por ejemplo, los discípulos del gnóstico Pródico se jactaban de poseer los libros secretos (ἀπόκρυφα) de Zoroastro. El término en general gozaba de gran consideración entre los gnósticos (véase Hechos de Tomás, pp. 10, 27, 44).
La sinóloga Anna Seidel califica de apócrifos textos e incluso objetos producidos por antiguos sabios chinos y estudia sus usos durante la China de las Seis Dinastías (220 a 589 d. C.). Estos artefactos se utilizaban como símbolos que legitimaban y garantizaban el Mandato Celestial del Emperador. Algunos ejemplos son los talismanes, las cartas, los escritos, los recuentos y los registros. Los primeros ejemplos fueron piedras, piezas de jade, vasijas de bronce y armas, pero llegaron a incluir talismanes y diagramas mágicos.
Desde sus raíces en la China de la era Zhou (1066 a 256 a. C.), estos objetos llegaron a ser superados en valor por los textos por la dinastía Han (206 a. C. a 220 d. C.). La mayoría de estos textos han sido destruidos, ya que los emperadores, sobre todo durante la dinastía Han, coleccionaban estos objetos legitimadores y proscribían, prohibían y quemaban casi todos ellos para evitar que cayeran en manos de rivales políticos.

## Escritos de valor cuestionable
Los apócrifos también se aplicaban a escritos que se ocultaban no por su divinidad, sino por su valor cuestionable para la Iglesia. El  teólogo cristiano Orígenes, en sus Comentarios a Mateo, distingue entre escritos que eran leídos por las iglesias y escritos apócrifos: γραφὴ μὴ φερομένη μέν ἒν τοῖς κοινοῖς καὶ δεδημοσιευμένοις βιβλίοις εἰκὸς δ' ὅτι ἒν ἀποκρύφοις φερομένη (escritura que no se encuentra en los libros comunes y publicados por un lado [y] que sí se encuentra en los libros secretos por otro). El significado de αποκρυφος equivale aquí prácticamente a "excluido del uso público de la iglesia" y prepara el camino para un uso aún menos favorable de la palabra.

## Escritos espurios
En general, la palabra apócrifa pasó a significar "de autenticidad dudosa". Este significado que también aparece en el prólogo de Orígenes a su comentario sobre el Cantar de los Cantares, del que sólo se conserva la traducción latina:
De scripturis his, quae appellantur apocriphae, pro eo quod multa in iis corrupta et contra fidem veram inveniuntur a maioribus tradita non placuit iis dari locum nec admitti ad auctoritatem.
"Respecto a estas escrituras, que se llaman apócrifas, por la razón de que se encuentran en ellas muchas cosas corruptas y contrarias a la verdadera fe transmitida por los ancianos, les ha placido que no se les dé lugar ni se les admita autoridad."

## Otros
El Decreto Gelasiano (que en la actualidad se considera obra de un erudito anónimo entre 519 y 553) califica de apócrifas las obras religiosas de los padres de la Iglesia Eusebio, Tertuliano y Clemente de Alejandría. Agustín definió la palabra como "oscuridad de origen", lo que implica que cualquier libro de autoría desconocida o autenticidad dudosa se consideraría apócrifo. Jerónimo, en Prologus Galeatus, declaró que todos los libros fuera del canon hebreo eran apócrifos. En la práctica, Jerónimo trató algunos libros fuera del canon hebreo como si fueran canónicos, y la Iglesia occidental no aceptó la definición de apócrifo de Jerónimo, sino que mantuvo el significado anterior de la palabra. Como resultado, diversas autoridades eclesiásticas etiquetaron diferentes libros como apócrifos, tratándolos con distintos niveles de consideración.
Orígenes afirmó que "los libros canónicos, tal como los han transmitido los hebreos, son veintidós". Clemente y otros citaron algunos libros apócrifos como "escritura", "escritura divina", "inspirada" y similares. Los maestros relacionados con Palestina y familiarizados con el canon hebreo (el protocanon) excluyeron del canon todo el Antiguo Testamento que no se encontraba allí. Este punto de vista se refleja en el canon de Melitón de Sardes, y en los prefacios y cartas de Jerónimo. Un tercer punto de vista era que los libros no eran tan valiosos como las escrituras canónicas de la colección hebrea, pero tenían valor para usos morales, como textos introductorios para nuevos conversos del paganismo, y para ser leídos en congregaciones. Rufino se refirió a ellos como obras "eclesiásticas".
En 1546, el Concilio Católico de Trento reconfirmó el canon de Agustín, que databa de los siglos II y III, declarando "También será anatema quien no reciba estos libros enteros, con todas sus partes, tal como se han acostumbrado a leer en la Iglesia Católica, y se encuentran en las antiguas ediciones de la Vulgata latina, como sagrados y canónicos". La totalidad de los libros en cuestión, con excepción de 1 Esdras y 2 Esdras y la Oración de Manasés, fueron declarados canónicos en Trento.
Los protestantes, en comparación, tuvieron muy pronto opiniones diversas sobre el deuterocanónicos. Algunos los consideraban de inspiración divina, otros los rechazaban. Luteranos y anglicanos conservaron los libros como lecturas cristianas intertestamentarias y parte de la Biblia (en una sección llamada "Apócrifos"), pero ninguna doctrina debía basarse en ellos. John Wycliffe, un humanista cristiano del siglo XIV, había declarado en su traducción bíblica que "cualquier libro que haya en el Antiguo Testamento aparte de estos veinticinco será puesto entre los apócrifos, es decir, sin autoridad ni creencia". No obstante, su traducción de la Biblia incluía los apócrifos y la Epístola a los Laodicenses.
Martín Lutero no clasificaba los libros apócrifos como escrituras, pero en la Biblia de Lutero alemana (1534) los apócrifos se publican en una sección separada de los demás libros, aunque las listas luterana y anglicana son diferentes. Los anabaptistas utilizan la Biblia de Lutero, que contiene los libros intertestamentarios; las ceremonias de boda de los amish incluyen "la narración de las bodas de Tobías y Sara en los apócrifos". Los padres del anabaptismo, como Menno Simons, los citaban "con la misma autoridad y casi la misma frecuencia que los libros de la Biblia hebrea" y los textos sobre los martirios bajo Antíoco IV en 1 Macabeos y 2 Macabeos son tenidos en alta estima por los anabaptistas, que sufrieron persecución en su historia.
En las ediciones reformadas (como la de Westminster), se advertía a los lectores de que estos libros no debían "aprobarse ni utilizarse de otro modo que otros escritos humanos". En otros lugares se expresaba una distinción más suave, como en el "argumento" que los introduce en la Biblia de Ginebra, y en el Sexto Artículo de la Iglesia de Inglaterra, donde se dice que "los otros libros que la iglesia lee como ejemplo de vida e instrucción de costumbres", aunque no para establecer la doctrina. Entre algunos no conformistas, el término apócrifo comenzó a adquirir connotaciones adicionales o alteradas: no sólo de dudosa autenticidad, sino de contenido espurio o falso, los protestantes, siendo diversos en sus puntos de vista teológicos, no fueron unánimes en adoptar esos significados.
En general, los anabaptistas y los protestantes magisteriales reconocen que los catorce libros de los apócrifos no son canónicos, pero sí útiles para leer "como ejemplo de vida e instrucción de modales": una opinión que continúa hoy en día en la Iglesia Luterana, la Comunión Anglicana mundial y muchas otras denominaciones, como las Iglesias Metodistas y las Reuniones Anuales Cuáqueras. Litúrgicamente, las iglesias católica, metodista y anglicana tienen una lectura de las Escrituras del Libro de Tobías en los servicios del Santo Matrimonio.

Según la Iglesia Ortodoxa Anglicana:

Por otra parte, la Comunión Anglicana sostiene enfáticamente que los Apócrifos forman parte de la Biblia y deben ser leídos con respeto por sus miembros. Dos de los himnos utilizados en el rezo matutino del American Prayer Book, el Benedictus es y el Benedicite, están tomados del Apócrifo. Una de las frases del ofertorio de la Santa Cena procede de un libro apócrifo (Tob. 4: 8-9). Las lecciones de los Apócrifos se leen regularmente en los servicios diarios, dominicales y especiales de la oración matutina y vespertina. Hay en total 111 lecciones de este tipo en el último Leccionario revisado del Libro de Oración Americano [Los libros utilizados son: II Esdras, Tobías, Sabiduría, Eclesiástico, Baruc, Tres Santos Niños y I Macabeos]. La posición de la Iglesia se resume mejor en las palabras del Artículo Seis de los Treinta y Nueve Artículos: "En el nombre de Sagrada Escritura entendemos aquellos Libros canónicos del Antiguo y Nuevo Testamento, de cuya autoridad nunca hubo duda en la Iglesia.... Y los otros Libros (como dice Hierome [San Jerónimo]) la Iglesia los lee como ejemplo de vida e instrucción de costumbres; pero no los aplica para establecer ninguna doctrina.
Aunque las Biblias protestantes incluyen históricamente 80 libros, 66 de ellos forman el canon protestante (como el que figura en la Confesión de Westminster de 1646), que ha estado bien establecido durante siglos, con muchos que hoy apoyan el uso de los apócrifos y otros que se oponen a ellos con diversos argumentos.

## Uso metafórico
El adjetivo apócrifo se utiliza comúnmente en el inglés moderno para referirse a cualquier texto o relato considerado de dudosa veracidad o autoridad, aunque pueda contener alguna verdad moral. En este sentido metafórico más amplio, la palabra sugiere una afirmación que tiene carácter de folclore, factoide o leyenda urbana.

## Budismo
Los Jatakas apócrifos del Canon Pāli, como los pertenecientes a la colección Paññāsajātaka, se han adaptado para encajar en la cultura local de ciertos países del sudeste asiático y se han vuelto a contar con modificaciones en las tramas para reflejar mejor la moral budista.
Dentro de la tradición pali, los Jatakas apócrifos de composición posterior (algunos fechados incluso en el siglo XIX) se tratan como una categoría literaria separada de los relatos Jataka "oficiales", canonizados más o menos formalmente desde al menos el siglo V, como atestiguan las abundantes pruebas epigráficas y arqueológicas, como las ilustraciones en bajorrelieve de los muros de los antiguos templos.

## Judaísmo
Los apócrifos judíos, conocidos en hebreo como הספרים החיצונים (Sefarim Hachizonim: "los libros externos"), son libros escritos en gran parte por judíos, especialmente durante el periodo del Segundo Templo, no aceptados como manuscritos sagrados cuando se canonizó la Biblia hebrea. Algunos de estos libros son considerados sagrados por algunos cristianos y se incluyen en sus versiones del Antiguo Testamento. Los apócrifos judíos se distinguen de los apócrifos del Nuevo Testamento y de los apócrifos bíblicos por ser la única de estas colecciones que trabaja dentro de un marco teológico judío.
Aunque los judíos ortodoxos creen en la canonización exclusiva de los 24 libros actuales de la Biblia hebrea, también consideran autorizada la Torá oral, que según ellos fue transmitida por Moisés. Algunos sostienen que los saduceos, a diferencia de los fariseos pero al igual que los samaritanos, parecen haber mantenido un número anterior y menor de textos como canónicos, prefiriendo aferrarse sólo a lo que estaba escrito en la Ley de Moisés (la Torá), haciendo que la mayor parte del canon actualmente aceptado, tanto judío como cristiano, sea apócrifo a sus ojos. Otros creen que a menudo se afirma erróneamente que los saduceos sólo aceptaban el Pentateuco (Torá). Se dice que los esenios de Judea y los terapeutas de Egipto tenían una literatura secreta (véanse los rollos del Mar Muerto).
Otras tradiciones mantuvieron costumbres diferentes en cuanto a la canonicidad. Los judíos etíopes, por ejemplo, parecen haber conservado una difusión de textos canónicos similar a la de los cristianos ortodoxos etíopes.

## Cristianismo

### Libros intertestamentarios

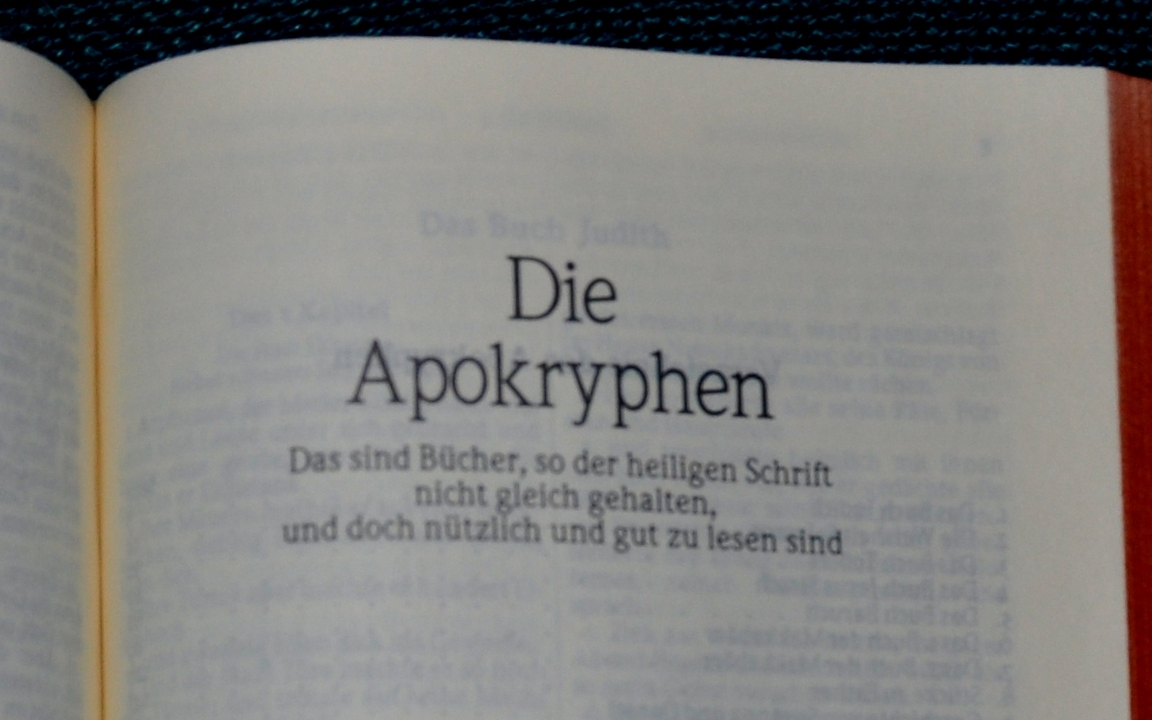
Las copias de la Biblia de Lutero incluyen los libros deuterocanónicos como una sección intertestamentaria entre el Antiguo Testamento y el Nuevo Testamento; se denominan "apócrifos" en las iglesias cristianas que tienen su origen en la Reforma.

Durante la Era Apostólica, muchos textos judíos de origen helenístico existían dentro del judaísmo y eran utilizados con frecuencia por los cristianos. Las autoridades patrísticas reconocieron con frecuencia que estos libros eran importantes para el surgimiento del cristianismo, pero la autoridad inspirada y el valor de los apócrifos siguieron siendo ampliamente discutidos[cita requerida] Los cristianos incluyeron varios de estos libros en los cánones de las Biblias cristianas, llamándolos los "apócrifos" o los "libros ocultos".
En el siglo XVI, durante la Reforma protestante, se cuestionó la validez canónica de los libros intertestamentarios y catorce libros se clasificaron en 80 Biblias protestantes como una sección intertestamentaria llamada Apócrifos, entre el Antiguo Testamento y el Nuevo Testamento. Antes de 1629, todas las Biblias protestantes en lengua inglesa incluían el Antiguo Testamento, los Apócrifos y el Nuevo Testamento; algunos ejemplos son la "Biblia de Mateo (1537), la Gran Biblia (1539), la Biblia de Ginebra (1560), la Biblia del Obispo (1568) y la Biblia King James (1611)".
Catorce de los ochenta libros bíblicos forman los apócrifos protestantes, publicados por primera vez como tales en la Biblia de Lutero (1534). Muchos de estos textos son considerados libros canónicos del Antiguo Testamento por la Iglesia católica, afirmados por el Concilio de Roma (382 d. C.) y reafirmados posteriormente por el Concilio de Trento (1545-63); todos los libros de los apócrifos protestantes son considerados canónicos por la Iglesia ortodoxa oriental y son denominados anagignoskomena por el Sínodo de Jerusalén (1672). Hasta la fecha, los leccionarios de las iglesias luteranas y anglicanas incluyen lecturas de los Apócrifos.
Los anabaptistas utilizan la Biblia de Lutero, que contiene los libros intertestamentarios; las ceremonias de boda amish incluyen "la narración de las bodas de Tobías y Sara en el Apócrifo". La Comunión Anglicana acepta el Apócrifo protestante "para la instrucción en la vida y las costumbres, pero no para el establecimiento de la doctrina (Artículo VI de los Treinta y Nueve Artículos)", y muchas "lecturas del leccionario en el Libro de Oración Común están tomadas del Apócrifo", siendo estas lecciones "leídas de la misma manera que las del Antiguo Testamento".
El primer libro litúrgico metodista, The Sunday Service of the Methodists (Servicio dominical de los Metodistas), emplea versículos de los apócrifos, por ejemplo en la liturgia eucarística. Los apócrifos protestantes contienen tres libros (1 Esdras, 2 Esdras y la Oración de Manasés) que muchas iglesias ortodoxas orientales y orientales aceptan como canónicos, pero que la Iglesia católica considera no canónicos y, por tanto, no se incluyen en las Biblias católicas modernas.
En el siglo XIX, la Sociedad Bíblica Británica y Extranjera no publicaba regularmente la sección intertestamentaria en sus Biblias, alegando como factor principal el coste de imprimir los apócrifos además del Antiguo Testamento y el Nuevo Testamento; este legado llegó a caracterizar las Biblias en lengua inglesa en Gran Bretaña y América, a diferencia de Europa, donde las Biblias protestantes se imprimen con 80 libros en tres secciones: Antiguo Testamento, Apócrifos y Nuevo Testamento.
En la actualidad, "las Biblias inglesas con los apócrifos están volviendo a ser populares", normalmente impresas como libros intertestamentarios. El Leccionario Común Revisado, utilizado por la mayoría de los protestantes de la línea principal, incluidos metodistas y moravos, incluye lecturas de los apócrifos en el calendario litúrgico, aunque se proporcionan lecciones alternativas de las Escrituras del Antiguo Testamento.
El estatus de los deuterocanónicos permanece inalterado en el cristianismo católico y ortodoxo, aunque existe una diferencia en el número de estos libros entre estas dos ramas del cristianismo. Algunas autoridades comenzaron a utilizar el término deuterocanónico para referirse a esta colección intertestamentaria tradicional como libros del "segundo canon". A menudo se considera que estos libros ayudan a explicar las transiciones teológicas y culturales que tuvieron lugar entre el Antiguo y el Nuevo Testamento. También son llamados a veces "intertestamentarios" por grupos religiosos que no reconocen el judaísmo helenístico como perteneciente ni al testamento judío ni al cristiano.
Colecciones ligeramente diferentes de libros apócrifos, deuterocanónicos o intertestamentarios de la Biblia forman parte de los cánones católico, ortodoxo oriental y ortodoxo del oriente. Los libros deuterocanónicos o intertestamentarios de la Iglesia católica incluyen Tobías, Judit, Baruc, Eclesiástico, 1 Macabeos, 2 Macabeos, Sabiduría y adiciones a Ester, Daniel y Baruc.
El Libro de Enoc está incluido en el canon bíblico de las iglesias ortodoxas orientales de Etiopía y Eritrea. La Epístola de Judas alude a una historia del libro de Enoc, y algunos creen que el uso de este libro también aparece en los cuatro evangelios y en 1 Pedro. Sin embargo, aunque Jesús y sus discípulos a veces utilizaban frases que también aparecían en algunos de los libros apócrifos, Jesús nunca hizo referencia al Libro de Enoc. El escritor de la Epístola de Bernabé, Ireneo, Tertuliano y Clemente de Alejandría y muchos otros de la Iglesia primitiva creían en la autenticidad e inspiración de Enoc. Las Epístolas de Pablo y los Evangelios también muestran influencias del Libro de los Jubileos, que forma parte del canon etíope, así como la Asunción de Moisés y los Testamentos de los Doce Patriarcas, que no están incluidos en ningún canon bíblico.

### Canonicidad
El establecimiento de un canon uniforme ampliamente establecido fue un proceso de siglos, y lo que significaba exactamente el término canon (así como apócrifo) también experimentó un desarrollo. El proceso canónico tuvo lugar con el reconocimiento por parte de los creyentes de los escritos como inspirados por Dios a partir de orígenes conocidos o aceptados, seguido posteriormente por la afirmación oficial de lo que se había establecido en gran medida a través del estudio y el debate de los escritos.
El primer decreto eclesiástico sobre los libros canónicos de las Sagradas Escrituras de la Iglesia católica se atribuye al Concilio de Roma (382), y se corresponde con el de Trento. Martín Lutero, al igual que Jerónimo, favoreció el canon masorético para el Antiguo Testamento, excluyendo los libros apócrifos en la Biblia de Lutero por considerarlos indignos de ser llamados propiamente Escrituras, pero incluyó la mayoría de ellos en una sección aparte.  Lutero no incluyó los libros deuterocanónicos en su Antiguo Testamento, denominándolos "apócrifos, que son libros que no se consideran iguales a las Sagradas Escrituras, pero que son útiles y buenos para leer".
La Iglesia Ortodoxa Oriental acepta en su canon otros cuatro libros distintos de los contenidos en el canon católico: el Salmo 151, la Oración de Manasés, 3 Macabeos y 1 Esdras.

#### Disputas
El estatus de los libros que la Iglesia católica denomina Deuterocanónicos (segundo canon) y el protestantismo denomina Apócrifos ha sido un tema de desacuerdo que precedió a la Reforma. Muchos creen que la traducción judía precristiana (al griego) de las Sagradas Escrituras conocida como Septuaginta, una traducción griega de las Escrituras hebreas compilada originalmente alrededor del año 280 a. C., incluía originalmente los escritos apócrifos en disputa, sin hacer apenas distinción entre ellos y el resto del Antiguo Testamento. Otros sostienen que la Septuaginta del I no contenía estos libros, sino que fueron añadidos posteriormente por los cristianos.
Los manuscritos más antiguos de la Septuaginta datan del siglo IV y adolecen de una gran falta de uniformidad en cuanto al contenido de libros apócrifos, y algunos contienen también libros clasificados como pseudoepígrafos, cuyos textos fueron citados por algunos escritores de los siglos II y posteriores como escrituras.
Aunque unos pocos estudiosos concluyen que el canon judío fue un logro de la dinastía asmonea, en general se considera que no se finalizó hasta alrededor del año 100 d. C. o algo más tarde, momento en el que las consideraciones de la lengua griega y los comienzos de la aceptación cristiana de la Septuaginta pesaron en contra de algunos de los textos. Algunos no fueron aceptados por los judíos como parte del canon de la Biblia hebrea y los apócrifos no forman parte del canon histórico judío.

Los primeros padres de la Iglesia, como Atanasio, Melitón, Orígenes y Cirilo de Jerusalén, se pronunciaron en contra de la canonicidad de gran parte o la totalidad de los apócrifos, pero la oposición de mayor peso fue la del erudito católico del siglo IV Jerónimo, que prefería el canon hebreo, mientras que Agustín y otros preferían el canon más amplio (griego), teniendo ambos seguidores en las generaciones posteriores. La Enciclopedia Católica afirma lo siguiente con respecto a la Edad Media.
En la Iglesia latina, a lo largo de toda la Edad Media [del siglo V al XV], encontramos pruebas de vacilación sobre el carácter de los deuterocanónicos. Hay una corriente favorable a ellos, otra claramente desfavorable a su autoridad y sacralidad, mientras que vacilan entre las dos una serie de escritores cuya veneración por estos libros se ve atenuada por cierta perplejidad en cuanto a su posición exacta, y entre ellos destaca Santo Tomás de Aquino. Pocos son los que reconocen inequívocamente su canonicidad.
La actitud predominante de los autores medievales occidentales es sustancialmente la de los Padres griegos.
El canon cristiano más amplio aceptado por Agustín se convirtió en el canon más establecido en la Iglesia occidental tras ser promulgado para su uso en la Carta Pascual de Atanasio (hacia 372 d. C.), el Sínodo de Roma (382 d. C., pero su Decretum Gelasianum se considera generalmente un añadido muy posterior) y los concilios locales de Cartago e Hipona en el norte de África (391 y 393 d. C.). Atanasio consideró canónicos todos los libros de la Biblia hebrea, incluido Baruc, pero excluyó Ester. Añade que "hay ciertos libros que los Padres habían designado para ser leídos a los catecúmenos para edificación e instrucción; estos son la Sabiduría de Salomón, la Sabiduría del Eclesiástico, Ester, Judit, Tobías, la Didajé, o Doctrina de los Apóstoles, y el Pastor de Hermas. Todos los demás son apócrifos e invenciones de herejes (Epístola Festal del 367)".
Sin embargo, ninguna de ellas constituyó una definición indiscutible, y las dudas y desacuerdos académicos sobre la naturaleza de los apócrifos continuaron durante siglos e incluso hasta Trento, que proporcionó la primera definición infalible del canon católico en 1546. Este canon llegó a ver apropiadamente 1.000 años de uso casi uniforme por la mayoría, incluso después del cisma del siglo XI que separó a la Iglesia en las ramas conocidas como Iglesia Católica Romana e Iglesia Ortodoxa Oriental.
En el siglo XVI, los reformadores protestantes cuestionaron la canonicidad de los libros y libros parciales que se conservan en la Septuaginta, pero no en el Texto Masorético. En respuesta a este desafío, después de la muerte de Martín Lutero (8 de febrero de 1546) el Concilio ecuménico de Trento declaró oficialmente ("infaliblemente") que estos libros (llamados "deuterocanónicos" por los católicos) formaban parte del canon en abril de 1546 d. C.  Aunque los reformadores protestantes rechazaron las partes del canon que no formaban parte de la Biblia hebrea, incluyeron los cuatro libros del Nuevo Testamento que Lutero consideraba de canonicidad dudosa junto con los apócrifos en su canon no vinculante de Lutero (aunque la mayoría se incluyeron por separado en su Biblia, al igual que en algunas ediciones de la Biblia KJV hasta 1947).
Por tanto, el protestantismo estableció un canon de 66 libros con los 39 libros basados en el antiguo canon hebreo, junto con los 27 libros tradicionales del Nuevo Testamento. Los protestantes también rechazaron el término católico "deuterocanónico" para estos escritos, prefiriendo aplicar el término "apócrifo" que ya estaba en uso para otros escritos antiguos y controvertidos. Al igual que hoy (pero junto con otras razones), varios reformadores argumentaron que esos libros contenían errores doctrinales o de otro tipo y, por tanto, no deberían haber sido añadidos al canon por esa razón. Las diferencias entre cánones pueden verse en Canon bíblico y Desarrollo del canon bíblico cristiano.
Explicar el canon de la Iglesia Ortodoxa Oriental se hace difícil debido a las diferencias de perspectiva con la Iglesia Católica Romana en la interpretación de cómo se hizo. Esas diferencias (en cuestiones de autoridad jurisdiccional) fueron factores que contribuyeron a la separación de los católicos romanos y los ortodoxos en torno a 1054, pero la formación del canon que más tarde Trento establecería oficialmente de forma definitiva se había completado en gran medida en el siglo V, si no establecido, seis siglos antes de la separación. En la parte oriental de la iglesia, también se tardó gran parte del siglo V en llegar a un acuerdo, pero al final se logró. Los libros canónicos así establecidos por la Iglesia indivisa se convirtieron en el canon predominante para lo que más tarde sería la Iglesia Católica Romana y la Iglesia Ortodoxa Oriental.
Oriente ya se diferenciaba de Occidente en que no consideraba resueltas todas las cuestiones del canon, y posteriormente adoptó algunos libros más en su Antiguo Testamento. También permitió que se siguieran considerando algunos más que aún no estaban totalmente decididos, lo que llevó en algunos casos a su adopción en una o más jurisdicciones, pero no en todas. Así pues, hoy en día quedan pocas diferencias de canon entre los ortodoxos, y todos los ortodoxos aceptan algunos libros más de los que aparecen en el canon católico. Los Salmos de Salomón, 3 Macabeos, 4 Macabeos, la Epístola de Jeremías, el Libro de las Odas, la Oración de Manasés y el Salmo 151 están incluidos en algunas copias de la Septuaginta, algunos de los cuales son aceptados como canónicos por los ortodoxos orientales y algunas otras iglesias. Los protestantes no aceptan ninguno de estos libros adicionales como canónicos, sino que consideran que tienen aproximadamente el mismo estatus que los demás apócrifos.
La Ortodoxia Oriental utiliza una definición diferente a la de la Iglesia Católica Romana para los libros de su canon que denomina deuterocanónicos, refiriéndose a ellos como una clase de libros con menos autoridad que otros libros del Antiguo Testamento. En contraste, la Iglesia Católica utiliza este término para referirse a una clase de libros que fueron añadidos a su canon más tarde que los otros libros de su canon del Antiguo Testamento, considerándolos todos de igual autoridad.

### Apócrifos del Nuevo Testamento
Los apócrifos del Nuevo Testamento -libros similares a los del Nuevo Testamento pero casi universalmente rechazados por católicos, ortodoxos y protestantes- incluyen varios evangelios y vidas de apóstoles. Algunos fueron escritos por los primeros cristianos judíos (véase el Evangelio según los Hebreos). Otros fueron producidos por autores gnósticos o miembros de otros grupos definidos posteriormente como heterodoxos. Muchos textos que se creían perdidos durante siglos fueron desenterrados en los siglos XIX y XX, lo que dio lugar a animadas especulaciones sobre su importancia en el cristianismo primitivo entre los eruditos religiosos, mientras que muchos otros sólo sobreviven en forma de citas en otros escritos; de algunos sólo se conoce el título. Artistas y teólogos han recurrido a los apócrifos del Nuevo Testamento para cuestiones como los nombres de Dimas y Gestas y detalles sobre los Reyes Magos. La primera mención explícita de la virginidad perpetua de María se encuentra en el Evangelio pseudoepigráfico de la Infancia de Santiago.
Antes del siglo V, los escritos cristianos cuya inclusión en el canon se discutía pero que aún no habían sido aceptados se clasificaban en un grupo conocido como los antiguos antilegomenae. Todos ellos eran candidatos al Nuevo Testamento e incluían varios libros que finalmente fueron aceptados, como: La Epístola a los Hebreos, 2 Pedro, 3 Juan y el Apocalipsis de Juan (Apocalipsis). Ninguno de esos libros aceptados puede considerarse ahora apócrifo, ya que toda la cristiandad los acepta como canónicos. De los no canonizados, la Iglesia primitiva consideraba heréticos algunos, pero veía bastante bien otros.
Algunos cristianos, en una ampliación del significado, podrían considerar también "apócrifos" los libros no heréticos a la manera de Martín Lutero: no canónicos, pero útiles de leer. Esta categoría incluye libros como la Epístola de Bernabé, la Didajé y el Pastor de Hermas, a los que a veces se hace referencia como los Padres Apostólicos. La tradición gnóstica fue una prolífica fuente de evangelios apócrifos.
Aunque estos escritos tomaron prestados del judaísmo los rasgos poéticos característicos de la literatura apocalíptica, las sectas gnósticas insistieron en gran medida en interpretaciones alegóricas basadas en una tradición apostólica secreta. Entre ellos, estos libros apócrifos gozaban de gran estima. Un libro apócrifo gnóstico muy conocido es el Evangelio de Tomás, cuyo único texto completo se encontró en la ciudad egipcia de Nag Hammadi en 1945. El Evangelio de Judas, un evangelio gnóstico, también recibió mucha atención mediática cuando fue reconstruido en 2006.
Los católicos romanos, los ortodoxos orientales y los protestantes coinciden en el canon del Nuevo Testamento. Los ortodoxos etíopes también han incluido en el pasado I y II Clemente y el Pastor de Hermas en su canon del Nuevo Testamento.

#### Lista de los Sesenta
La Lista de los Sesenta, que data aproximadamente del siglo VII, enumera los sesenta libros de la Biblia. El autor desconocido enumera también muchos libros apócrifos que no figuran entre los sesenta. Estos libros son:
| - Adam - Enoc - Lamec - Doce Patriarcas - Oración de José - Eldad y Modad - Testamento de Moisés - Asunción de Moisés - Salmos de Salomón - Apocalipsis de Elías - Ascensión de Isaías - Apocalipsis de Sofonías - Apocalipsis de Zacarías | - Apocalipsis de Esdras - Historia de Santiago - Apocalipsis de Pedro - Itinerario y enseñanza de los Apóstoles - Epístola de Bernabé - Hechos de Pablo - Apocalipsis de Pablo - Didascalia de Clemente - Didascalia de Ignacio - Didascalia de Policarpo - Evangelio según Bernabé - Evangelio según San Mateo |

## Taoísmo
Los textos proféticos llamados Ch'an-wei fueron escritos por sacerdotes taoístas de la dinastía Han (206 a. C. a 220 d. C.) para legitimar a la vez que frenar el poder imperial. Tratan de objetos que formaban parte de los tesoros reales de los Zhou (1066 a 256 a. C.). Tras la inestabilidad del periodo de los Estados Combatientes (476-221 a. C.), los antiguos eruditos chinos vieron en el gobierno centralizado de los Zhou un modelo ideal a imitar por el nuevo imperio Han.
Los Ch'an-wei son textos escritos por eruditos Han sobre los tesoros reales Zhou, sólo que no se escribieron para registrar la historia por sí misma, sino para legitimar el reinado imperial en curso. Estos textos adoptaban la forma de relatos sobre textos y objetos que el Cielo otorgaba a los emperadores y que formaban parte del ajuar real de estos antiguos reyes-sabios (así se denominaba a los emperadores Zhou en esta época, unos 500 años después de su apogeo). El efecto deseado era confirmar el mandato celestial del emperador Han mediante la continuidad que ofrecía su posesión de esos mismos talismanes sagrados.
Debido a este registro politizado de su historia, resulta difícil rastrear los orígenes exactos de estos objetos. Lo que sí se sabe es que lo más probable es que estos textos fueran producidos por una clase de literatos llamados fangshi. Se trata de una clase de nobles que no formaban parte de la administración estatal; se les consideraba especialistas u ocultistas, por ejemplo adivinos, astrólogos, alquimistas o curanderos. Se cree que de esta clase de nobles surgieron los primeros sacerdotes taoístas. Sin embargo, Seidel señala que la escasez de fuentes relacionadas con la formación del taoísmo primitivo hace que no esté claro el vínculo exacto entre los textos apócrifos y las creencias taoístas.